# Palestra Ginnastica Fiorentina Libertas 1924-1925
Questa pagina raccoglie le informazioni riguardanti la  Palestra Ginnastica Fiorentina Libertas nelle competizioni ufficiali della stagione 1924-1925.

## Rosa
| N. |                     | Ruolo | Calciatore        |
| -- | ------------------- | ----- | ----------------- |
|    | Ungheria (bandiera) | D     | Ahut              |
|    | Italia (bandiera)   | C     | Baldini           |
|    | Italia (bandiera)   | D     | Ermanno Barigozzi |
|    | Italia (bandiera)   | P     | Luigi Bechini     |
|    | Italia (bandiera)   | C     | Giuseppe Focosi   |
|    | Italia (bandiera)   | D     | Gozzi             |
|    | Italia (bandiera)   | D     | Magnifico         |
|    | Italia (bandiera)   | A     | Giulio Mattei     |

| N. |                   | Ruolo | Calciatore         |
| -- | ----------------- | ----- | ------------------ |
|    | Italia (bandiera) | C     | Carlo Mazzacurati  |
|    | Italia (bandiera) | C     | Mario Moretti (II) |
|    | Italia (bandiera) | D     | Arnolfo Natali     |
|    | Italia (bandiera) | C     | Aldo Sala          |
|    | Italia (bandiera) | A     | Salvatorini        |
|    | Italia (bandiera) | C     | Duilio Segoni (I)  |
|    | Italia (bandiera) | A     | Vasco Segoni (II)  |
|    | Italia (bandiera) | A     | Tornei             |